# Porat
Porat je malo naselje s lukom na zapadnoj obali otoka Krka, na području Dubašnice. Danas je u sastavu općine Malinska-Dubašnica. 

## Opis
Porat je smješten na sjeverozapadnoj obali Krka, na jugozapadnom kraju prostranog malinskarskog zaljeva. Leži zapadno od Malinske, iznad manjeg zaljeva koji pruža prirodnu zaštitu brodicama i stvara ugodnu atmosferu malog ribarskog mjesta. Danas je Porat sastavni dio urbane zone te je povezan s susjednim naseljima Vantačićima i Zidarićima, odnosno s čitavim priobalnim urbanim područjem općine Malinska-Dubašnica.
Porat je danas nautička luka gdje je na kraju oko 60 metara široke i 100 metara duge uvale smješten mali gat, gdje je more dubine od 1,5 m. Na početku ulaza u zaljev je oko 70 m dug koljenast lukobran, na kojem je moguć vez plovila s gazom do 2 m. Lučica je dobro zaštićena od svih vjetrova, pri jačoj buri samo more može postati valovito.
Najvažniji objekt u Portu je franjevački samostan sv. Marije Magdalene, koji se nalazi zapadno od centra naselja i je sagrađen oko 1500. godine. Samostan je dobio svoj današnji izgled u 17. stoljeću. Uz samostan se nalazi crkva Sv. Marije Magdalene sagrađena sredinom 16. stoljeća. Unutar crkve nalazi se i poliptih iznad glavnog oltara koji je naslikao Girolamo de Santacroce sredinom 16. stoljeća. U neposrednoj blizini crkve nalazi se i samostan milosrdnih sestara sv. Križa.
Zapadno od Porta, iznad zaljeva Sv. Martin su ruševine benediktinskog samostana i crkve iz 12. stoljeća.

## Povijest
Porat je od davnina bila glavna Venecijanska luka za izvoz drva na zapadnoj obali otoka Krka. U njoj su pristajali brodovi za prijevoz putnika i tereta koji su u njemu odrađivali i carinske formalnosti, a vrlo vjerojatno je tu postojalo i brodogradilište. Prvi stanovnici Porta su bili Venecijanski trgovci i plemići. Većina ondašnjeg stanovništva je odselilo u Krk, Veneciju ili izumrlo. U Portu je postojala i crkva sv. Spiridiona koja je bila u vlasništvu spomenutih venecijanskih obitelji. Tijekom 19. stoljeća dolazi do intenzivnijeg naseljavanja stanovništva iz okolnih zaleđnih sela u Porat, što je potaknuto smanjenjem, a potom i prestankom gusarskih napada s mora, osobito onih koje su predvodili senjski uskoci, a koji su prethodno bili učestali zbog pripadanja Porta mletačkoj upravi. Glavne djelatnosti stanovništva Porta u tom vremenu su poljoprivreda i ribarstvo, mada je dio stanovništva emigrirao u prekomorske zemlje, posebno SAD i Australiju. U drugoj polovici 20. stoljeća i početkom 21. stoljeća dolazi do ubrzanog razvoja turizma te urbanizacije, posebno u pogledu gradnje kuća i apartmana za odmor. Posljedično, dolazi do doseljavanja domaćeg i inozemnog stanovništva koja dodvodi i do povećanja broja stanovništva te spajanja Porta u urbanu zonu sa susjednim naseljima.  

## Stanovništvo
Prema popisu stanovništva iz 2021 u Poratu živi 181 osoba u 72 domaćinstva. Zbog razvoja turizma te gradnja kuća i apartmana za odmor broj stambenih jedinica je značajno veći od samoga stanovništa te iznosi 443.
| broj stanovnika | 83    | 91    | 91    | 110   | 109   | 119   | 122   | 122   | 107   | 110   | 95    | 100   | 101   | 109   | 138   | 192   | 181   |
|                 | 1857. | 1869. | 1880. | 1890. | 1900. | 1910. | 1921. | 1931. | 1948. | 1953. | 1961. | 1971. | 1981. | 1991. | 2001. | 2011. | 2021. |

## Poznate osobe
- Stanko Dujmović, hrv. franjevac trećoredac i fotograf
- Pijo Dujmović, hrv. franjevac trećoredac i generalni ministar trećeg franjevačkog reda
- Josip Dujmović, hrv. franjevac trećoredac i redodržavnik (provincijal), preporoditelj trećeg franjevačkog reda u Dalmaciji i Kvarneru u drugoj polovici 19. st.
- Josip Dujmović, hrv. franjevac trećoredac, istaknuti propovjednik i duhovnik

## Galerija
- Luka Porata u sumrak, kolovoz 2019. godine
- Konoba i turisti sa zapadne strane luke
- Franjevački samostan u Poratu
- Lapidarium u samostanu